# José Lledó
José Lledó Fernández (Madrid, 13 de marzo de 1844 – ibídem, 24 de abril de 1891) fue un maestro, matemático, pedagogo y bibliotecario español, vinculado con la creación de la Institución Libre de Enseñanza.

## Biografía
Nacido, según definición de Francisco Giner de los Ríos, en la «humilde esfera del trabajo manual», José Lledó llegaría a ser uno de los colaboradores más admirados por Giner en la creación del proyecto institucionista, siguiendo la filosofía del filósofo, jurista y pedagogo Julián Sanz del Río. 
En 1868, se inició como maestro en las clases nocturnas para obreros creadas por Fernando de Castro en la Universidad Central de Madrid, en algunos colegios y desde 1873 en el Colegio Internacional fundado por Nicolás Salmerón, desaparecido un año después. Involucrado en la puesta en marcha de la ILE, entre sus primeras aportaciones, el historiador Antonio Jiménez-Landi menciona la donación de un lote de material para el Laboratorio de Química y la creación de una cátedra de Introducción a la Matemática (1878), desarrollando el método de Richard Baltzer (1818-1887) y el ideario pedagógico de Krause.
En 1880 participó en el Congreso Pedagógico Internacional de Bruselas, y dos años después en el de Madrid. Junto con José Ontañón Arias (su continuador en la elaboración del catálogo de la Biblioteca del Senado creada en 1838) preparó la publicación de la obra docente de Tomás Tapia sobre Sistema de la Filosofía, desarrollada en la cátedra de Julián Sanz del Río.
Amigo íntimo de Salmerón y del astrónomo Eulogio Jiménez, y según el retrato escrito por Giner «acosado siempre por alumnos que le reverenciaban», aquel aficionado pionero de las «reproducciones microfotográficas», murió en Madrid a los 57 años de edad.

## Obra
Merecen citarse Memoria sobre la organización de una biblioteca parlamentaria, El sufragio en Europa y América (junto con Luis de Moya), y El jurado y los inválidos del trabajo.